# 가나모리 나가치카
가나모리 나가치카(일본어: 金森 長近, 다이에이 4년(1524년) ~ 게이초 13년 음력 8월 12일(1608년 9월 20일))는 센고쿠 시대부터 에도 시대 전기 까지의 무장, 다이묘이다. 초명은 아리치카(可近). 후에 오다 노부나가에게 나가(長)를 받아, 나가치카(長近)로 이름을 바꿨다. 통칭은 고로하치(五郎八). 히다 다카야마 번 초대 번주.